# Gila-Michael Tekle-Mariam
Gila Michael Tekle-Mariam est un ancien gardien de but éthiopien et érythréen des années 1950 et 1960.

## Biographie
Gardien de but, il est international éthiopien et participe aux quatre premières éditions de la CAN : en 1957, il est finaliste ; en 1959, il est troisième ; en 1962, il remporte le tournoi ; et en 1963, il termine quatrième de la compétition.
Il joue pour le club d'Adoulis, en Érythrée, alors sous contrôle éthiopien.

## Palmarès
- Coupe d'Afrique des nations de football
  - Vainqueur en 1962
  - Finaliste en 1957
  - Troisième en 1959